# .test
A .test egy internetes legfelső szintű tartomány (TLD) kód, először 1999 júniusában jelentették be, a .invalid-del, a .example-lel és a .localhost-tal egyidőben.